# Tênis nos Jogos Pan-Americanos de 1995
As competições de tênis nos Jogos Pan-Americanos de 1995 foram realizadas em Mar del Plata, Argentina. Foi a décima primeira edição do esporte no evento, que foi disputado para ambos os sexos.

## Medalhistas
Masculino
| Evento           | Ouro                                 | Prata                                             | Bronze                                      |
| ---------------- | ------------------------------------ | ------------------------------------------------- | ------------------------------------------- |
| Simples detalhes | Hernán Gumy ARG Argentina            | Javier Frana ARG Argentina                        | Jimy Szymanski VEN Venezuela                |
| Simples detalhes | Hernán Gumy ARG Argentina            | Javier Frana ARG Argentina                        | Nicolás Pereira VEN Venezuela               |
| Duplas detalhes  | Javier Frana Luis Lobo ARG Argentina | Juan Carlos Bianchi Nicolás Pereira VEN Venezuela | Sergio Cortés Gabriel Silberstein CHI Chile |
| Duplas detalhes  | Javier Frana Luis Lobo ARG Argentina | Juan Carlos Bianchi Nicolás Pereira VEN Venezuela | Ricardo Herrera Mario Pacheco MEX México    |
| Equipes detalhes | ARG Argentina                        | URU Uruguai                                       | CHI Chile                                   |
| Equipes detalhes | ARG Argentina                        | URU Uruguai                                       | USA Estados Unidos                          |

Feminino
| Evento           | Ouro                                         | Prata                                        | Bronze                                     |
| ---------------- | -------------------------------------------- | -------------------------------------------- | ------------------------------------------ |
| Simples detalhes | Florencia Labat ARG Argentina                | Ann Grossman USA Estados Unidos              | Chanda Rubin USA Estados Unidos            |
| Simples detalhes | Florencia Labat ARG Argentina                | Ann Grossman USA Estados Unidos              | Bettina Fulco ARG Argentina                |
| Duplas detalhes  | Mercedes Paz Patricia Tarabini ARG Argentina | Ann Grossman Chanda Rubin USA Estados Unidos | Andrea Vieira Luciana Tella BRA Brasil     |
| Duplas detalhes  | Mercedes Paz Patricia Tarabini ARG Argentina | Ann Grossman Chanda Rubin USA Estados Unidos | Lucila Becerra Xóchitl Escobedo MEX México |
| Equipes detalhes | ARG Argentina                                | CHI Chile                                    | BRA Brasil                                 |
| Equipes detalhes | ARG Argentina                                | CHI Chile                                    | USA Estados Unidos                         |

Misto
| Evento          | Ouro                                           | Prata                                     | Bronze                                    |
| --------------- | ---------------------------------------------- | ----------------------------------------- | ----------------------------------------- |
| Duplas detalhes | Shaun Stafford Robert Waite USA Estados Unidos | Patricia Tarabini Luis Lobo ARG Argentina | Belkis Rodriguez Abreu Juan Pino CUB Cuba |
| Duplas detalhes | Shaun Stafford Robert Waite USA Estados Unidos | Patricia Tarabini Luis Lobo ARG Argentina | Ninfa Marra Jimy Szymanski VEN Venezuela  |

## Quadro de medalhas
| Ordem | País               | Medalha de ouro | Medalha de prata | Medalha de bronze |    |
| ----- | ------------------ | --------------- | ---------------- | ----------------- | -- |
| 1     | ARG Argentina      | 6               | 2                |                   | 8  |
| 2     | USA Estados Unidos | 1               | 2                | 3                 | 6  |
| 3     | CHI Chile          |                 | 1                | 2                 | 3  |
| 4     | VEN Venezuela      |                 | 1                | 1                 | 2  |
| 5     | URU Uruguai        |                 | 1                |                   | 1  |
| 6     | BRA Brasil         |                 |                  | 2                 | 2  |
| 6     | MEX México         |                 |                  | 2                 | 2  |
| 8     | CUB Cuba           |                 |                  | 1                 | 1  |
| TOTAL | TOTAL              | 7               | 7                | 11                | 25 |

## Ligação externa
- Jogos Pan-Americanos de 1995